# Festivalul de Film de la Newport Beach
Festivalul de Film de la Newport Beach (NBFF) este un festival anual de film din Newport Beach, California, care are loc de obicei la sfârșitul lunii aprilie. În 2022 s-a anunțat că festivalul și-a schimbat definitiv data, urmând să aibă loc în octombrie, deoarece festivalul a început să se pregătească pentru sezonul premiilor Oscar.

## Istorie
Înființat în 1999 după eșecul unei serii anterioare de festivaluri de film organizate în aceeași locație, Festivalul de Film de la Newport Beach prezintă premiere mondiale, nord-americane, americane și de pe Coasta de Vest, precum și serii internaționale Spotlight care celebrează filmele în limbi străine. Printre participanții notabili s-au numărat Jeannot Szwarc, Isidore Mankovsky, McG și Richard Sherman.
În 2005, Will Ferrell a fost președintele de onoare al unei „Prezentări de Film pentru Tineret”. În 2013, NBFF a anunțat un nou parteneriat cu Orange County Music Awards, care a dus la lansarea Prezentării de Videoclipuri Muzicale în cadrul festivalului. 2013 a fost primul an în care acest gen a fost inclus în cadrul festivalului.
În 2014, festivalul a raportat o prezență record de aproximativ 54.000 de spectatori. În 2019, festivalul a deschis cu Luce, iar filmul de închidere a fost A Part of Water.
În 2021, festivalul a revenit la un format live cu un brunch pentru „10 actori de urmărit” de la Variety și alți premiați, printre care Thomasin McKenzie, Regina Hall, Simon Rex, Winston Duke, Rosanna Arquette și Harvey Keitel. În 2022, festivalul și-a schimbat oficial data în octombrie și a onorat actori precum Jonathan Majors, Keke Palmer, Colson Baker și Aubrey Plaza.

## Premiile festivalului

### Premiul pentru întreaga carieră
- Robert Wise
- Eugene Levy
- Harvey Keitel
- Forest Whitaker[16][17][18][14]

### Premiul Icon
- Maryann Brandon
- Mary Jo Markey
- Robert Forster[12]
- Rosanna Arquette

### Artist al Distincției
- Colman Domingo
- Topher Grace
- Mary Elizabeth Winstead
- Gavin Hood
- Patton Oswalt
- Aubrey Plaza
- Jonathan Majors
- Keke Palmer[12][19][20]

### Alte premii

#### Breakout Performence
- Jenny Slate
- Thomasin McKenzie
- Moe Dunford[21]
- Aimee Carerro

#### Rising Star și Spotlight
- Simion Rex
- Colson Baker
- Anna Diop[22]

#### Maverick Award
- Cooper Raiff

Centrul „Chuck Jones” pentru Creativitate a acordat o perioadă de timp un premiu studenților animatori din cadrul festivalului.

### Onoruri din Marea Britanie
Începând cu 2014, NBFF a început să onoreze „Talentul Britanic” printr-o ceremonie de premiere organizată chiar înainte de ceremoniile de premiere BAFTA.

## Tipuri de filme
Festivalul de Film de la Newport Beach este împărțit în opt secțiuni competitive, la care cineaștii își pot trimite lucrările. Categoriile de film prezentate în cadrul acestui festival includ:
- Filme cu sporturi de acțiune
- AA+D (Seria de filme de artă, arhitectură și design)
- Documentare
- Filme ecologice
- Filme de familie
- Filme muzicale
- Scurtmetraje
- Filme pentru tineret

Datorită locației de coastă a festivalului, multe dintre filme sunt legate de istoria surfingului, skateboardingului și snowboardingului. Acest lucru sugerează că publicul Festivalului de Film de la Newport Beach este dedicat în mare măsură categoriei de cinema sporturi de acțiune.